# Парламентские выборы в Словакии (2023)
Досрочные выборы в Национальный совет Словацкой Республики (словац. Voľby do Národnej rady Slovenskej republiky) прошли в Словакии в субботу, 30 сентября 2023 года. Избраны 150 депутатов Национального совета — однопалатного парламента Словакии на 4 года по партийным спискам в едином избирательном округе. Число зарегистрированных избирателей — 4 388 872, в выборах приняло участие — 3 007 123. Явка составила 68,51 %.
Выборы провела Государственная комиссия по выборам и контролю за финансированием политических партий (Štátna komisia pre voľby a kontrolu financovania politických strán) в сотрудничестве с Министерством внутренних дел Словацкой Республики и Статистическим управлением Словацкой Республики.

## Предыстория
По Конституции срок полномочий депутатов парламента, избранных на очередных выборах 29 февраля 2020 года, — 4 года. Очередные выборы должны были состояться в феврале 2024 года.
Правительственная коалиция состояла из правоцентристской партии «Обычные люди», либерально-консервативной партии «За людей», либеральной партии «Свобода и солидарность» и правоцентристского политического движения «Мы — семья». У лидера «Обычных людей» Игора Матовича и лидера «Свободы и солидарности» Рихарда Сулика существовали давние и острые противоречия. В сентябре 2022 года распалась правительственная коалиция в связи с выходом из неё партии «Свобода и солидарность». 15 декабря парламент вынес вотум недоверия правительству под руководством премьер-министра Эдуарда Хегера («Обычные люди»), за вотум проголосовало 78 депутатов, против — 20. После переговоров в январе 2023 года партий, составлявших коалицию, выбрана дата досрочных выборов (суббота, 30 сентября). 31 января парламент 92 голосами (конституционное большинство — 90) проголосовал за проведение досрочных выборов в стране 30 сентября 2023 года. После отставки 7 мая 2023 года Хегера президент Зузана Чапутова 15 мая назначила правительство под руководством премьер-министра Людовита Одора. 9 июня спикер парламента Борис Коллар («Мы — семья») официально объявил дату досрочных выборов (суббота, 30 сентября), и открылась избирательная кампания. 15 июня парламент вынес вотум недоверия правительству под руководством премьер-министра Людовита Одора, за вотум проголосовало 43 депутата, против — 36.

## Всеобщее избирательное право
Право избирать имеют граждане Словакии, достигшие на день голосования возраста 18 лет.

## Порядок голосования
Выборы прошли на 6014 избирательных участках.
Время начала голосования на выборах — 7 часов, окончания — 22 часа.

## Список участников
К участию в выборах допущены 24 партии и одна коалиция:
- «Альянс»[англ.] (Кристиан Форро[вд])
- «Венгерский форум»[англ.] (Жолт Шимон[англ.])
- «Голос — социальная демократия» (Петер Пеллегрини)
- «Демократы»[англ.] (Эдуард Хегер)
- «Карма» (KARMA, лидер — Ондрей Яничек, Ondrej Janíček)
- Коммунистическая партия Словакии (Йозеф Грдличка[англ.])
- «Котлебовцы — Народная партия Наша Словакия» (Мариан Котлеба)
- «Мы — семья» (Борис Коллар[англ.])
- «Мы Словакия»[словац.] (лидер — Штефан Паненка, Štefan Panenka)
- «Направление — социальная демократия» (Роберт Фицо)
- «Объединённые граждане Словакии»[англ.] (Тибор Ганульяк, Tibor Hanuliak)
- Коалиция «ОЛНЛ и друзья» (OĽANO a priatelia): «Обычные люди» (ОЛНЛ), «Христианская уния»[англ.] и «За людей»[англ.]
- «Патриотический блок»[словац.] (Иван Станович, Ivan Stanovič)
- «Пиратская партия — Словакия»[словац.] (лидер — Зузана Шубова, Zuzana Šubová)
- «Принцип»[англ.] (лидер партии Атила Геня (Atila Géňa) погиб 13 сентября, его заместитель — Альфонз Кальяш, Alfonz Kaliaš)
- «Прогрессивная Словакия» (Михал Шимечка)
- «Республика»[англ.] (Милан Угрик[англ.])
- «Свобода и солидарность» (Рихард Сулик)
- «Сердце» (SRDCE, Владимир Земан, Vladimír Zeman)
- «Синие, Мост-Хид»[англ.] (Микулаш Дзуринда)
- Словацкая национальная партия (Андрей Данко)
- «Словацкий демократический и христианский союз — Демократическая партия» (Павел Польяк, Pavel Poliak)
- «Словацкое движение возрождения» (Роберт Швец[словац.])
- «Справедливость» (Владимир Хлебо, Vladimír Chlebo)
- «Христианско-демократическое движение» (Милан Маерский[словац.])

## Результаты
Процентный барьер преодолели 6 партий и 1 коалиция.
 «Направление — социальная демократия» (42)
 «Прогрессивная Словакия» (32)
 «Голос — социальная демократия» (27)
 «ОЛНЛ и друзья», «Христианская уния» и «За людей» (16)
 «Христианско-демократическое движение» (12)
 «Свобода и солидарность» (11)
 Словацкая национальная партия (10)
Больше всего персональных голосов получили Роберт Фицо («Направление — социальная демократия») — 531 528, Петер Пеллегрини («Голос — социальная демократия») — 337 976 и Михал Шимечка («Прогрессивная Словакия») — 303 423.
Избрано 117 мужчин и 33 женщины. Доля женщин — 22 %.
| Номер в избирательном бюллетене | Название партии                                                          | Число голосов | Доля голосов в % | Количество мандатов |
| ------------------------------- | ------------------------------------------------------------------------ | ------------- | ---------------- | ------------------- |
| 1                               | «Пиратская партия — Словакия»                                            | 9358          | 0,31             | 0                   |
| 2                               | «Принцип»                                                                | 1817          | 0,06             | 0                   |
| 3                               | «Прогрессивная Словакия»                                                 | 533 136       | 17,96            | 32                  |
| 4                               | «Объединённые граждане Словакии»                                         | 2401          | 0,08             | 0                   |
| 5                               | «ОЛНЛ и друзья», «Христианская уния» и «За людей»                        | 264 137       | 8,89             | 16                  |
| 6                               | Коммунистическая партия Словакии                                         | 9867          | 0,33             | 0                   |
| 7                               | «Венгерский форум»                                                       | 3486          | 0,11             | 0                   |
| 8                               | «Патриотический блок»                                                    | 1262          | 0,04             | 0                   |
| 9                               | «Синие, Мост-Хид»                                                        | 7935          | 0,26             | 0                   |
| 10                              | «Справедливость»                                                         | 1335          | 0,04             | 0                   |
| 11                              | «Словацкое движение возрождения»                                         | 1332          | 0,04             | 0                   |
| 12                              | «Свобода и солидарность»                                                 | 187 645       | 6,32             | 11                  |
| 13                              | «Мы — семья»                                                             | 65 673        | 2,21             | 0                   |
| 14                              | «Мы Словакия»                                                            | 2786          | 0,09             | 0                   |
| 15                              | Словацкая национальная партия                                            | 166 995       | 5,62             | 10                  |
| 16                              | «Направление — социальная демократия»                                    | 681 017       | 22,94            | 42                  |
| 17                              | «Голос — социальная демократия»                                          | 436 415       | 14,70            | 27                  |
| 18                              | «Альянс»                                                                 | 130 183       | 4,38             | 0                   |
| 19                              | «Сердце»                                                                 | 2315          | 0,07             | 0                   |
| 20                              | «Словацкий демократический и христианский союз — Демократическая партия» | 771           | 0,02             | 0                   |
| 21                              | «Котлебовцы — Народная партия Наша Словакия»                             | 25 003        | 0,84             | 0                   |
| 22                              | «Демократы»                                                              | 87 006        | 2,93             | 0                   |
| 23                              | «Христианско-демократическое движение»                                   | 202 515       | 6,82             | 12                  |
| 24                              | «Карма»                                                                  | 2407          | 0,08             | 0                   |
| 25                              | «Республика»                                                             | 141 099       | 4,75             | 0                   |

## Вмешательство в выборы
2 октября 2023 года Министерство иностранных дел Словакии вызвало посла России Игоря Братчикова в знак протеста против ложных заявлений российской разведки и «недопустимого вмешательства» в выборы в Словакии. Ранее глава СВР Сергей Нарышкин заявил что якобы США будут манипулировать результатами выборов. Министерство иностранных дел Словакии назвало заявление Нарышкина «сознательно распространяемой дезинформацией» и вмешательством в избирательный процесс в стране.

## Формирование правительства
2 октября президент Словакии Зузана Чапутова поручила Роберту Фицо — лидеру партии, набравшей наибольшее число голосов, —  формирование новой правительственной коалиции. Президент дала на это две недели. В коалицию вошли «Направление — социальная демократия», «Голос — социальная демократия» и Словацкая национальная партия. Четвёртый кабинет Фицо назначен 25 октября.